# Josh: Independence Through Unity
Josh: Independence Through Unity (urdú: جوش: متحدہ آزادی) és una pel·lícula de misteri thriller dramàtica pakistanesa del 2013, escrita, dirigida i produïda per Iram Parveen Bilal amb els coproductors Saad Bin Mujeeb i Kelly Thomas. La pel·lícula es va estrenar a Eid-ul-Fitr al Pakistan i a l'Índia el 10 d'agost de 2013. La pel·lícula és protagonitzada per Aamina Sheikh, Mohib Mirza, Khalid Malik, Naveen Waqar, Adnan Shah, Kaiser Khan Nizamani, Parveen Akbar, Naila Jaffri, Salim Mairaj, Faizan Haqquee, Ali Rizvi al repartiment del conjunt.

## Argument
Josh parla de Fàtima (Aamina Sheikh), una mestra d'escola dedicada, que viu una vida cosmopolita a Karachi fins que un dia la seva vida es trenca quan la seva mainadera Nusrat-bhi desapareix inexplicablement. Aleshores, Fàtima assumeix el repte de buscar la veritat perillosa al poble feudal de Nusrat. Els temes que s'aborden són la separació de classes, el feudalisme, la pobresa, l'apoderament individual i els drets de les dones.

## Repartiment
- Aamina Sheikh com a Fàtima
- Khalid Malik com Adil
- Mohib Mirza l'Uzair
- Naveen Waqar com a Ayla
- Faizan Haqquee el Zeeshan
- Khalid Ahmed el Khawaja
- Adnan Shah com a Gulsher
- Saleem Mairaj com el mestre Khalid
- Parveen Akbar com a Parveen
- Naila Jaffri com a Nusrat Bi
- Ali Rizvi com a Ahmed
- Kaiser Khan Nizamani com a Khan
- Abdullah Khan com a Shera
- Saifullah Sohail com a Shakeel
- Haider Salim com a Shan

## Alliberament
Josh world es va estrenar al Festival Internacional de Cinema de Mumbai l'octubre de 2012. La pel·lícula fou estrenada a Pakistan el 12 d'agost de 2013.

## Banda sonora
Josh és l'àlbum de la banda sonora de la pel·lícula Pakistani en urdú del 2012 Josh d'Iram Parveen Bilal. Totes les cançons estan barrejades i masteritzades per Shahi Hasan. Els cantants foren Zoe Viccaji, Devika Chawla, Shahi Hasan, Noor Lodhi, Manesh Judge i Ali Azmat.

## Premis
Josh va rebre el 2012 Women in Film Finishing Grant, el Silent River Film Festival de 2013 a la millor primera pel·lícula i a la millor actriu, al Filmfest Hamburg de 2013, nominació a la millor pel·lícula política. També va guanyar el premi del jurat al millor guió i el premi del públic a la millor pel·lícula al Washington, D.C. Festival de cinema d'Àsia del Sud 2014.